# Julian Rhind-Tutt
Julian Alistair Rhind-Tutt (Middlesex, 20 juli 1968) is een Brits acteur.

## Biografie
Rhind-Tutt speelde al in de jaren '80 in theaterstukken van zijn school mee, zoals Hamlet. In 1993 speelde hij voor het eerst mee in een film, namelijk Piccolo Grande Amore. Zijn naam werd toen nog niet vermeld in de aftiteling. Dat gebeurde wel in 1994, wanneer hij voor de eerste keer in een serie meespeelde. Dit was A Breed of Heroes, waarin hij Lt. Tim Bryant vertolkte. In 1996 speelde hij voor de eerste keer mee in een hoorspel, namelijk in People Like Us. Hij was hierin een rechercheur bij de politie.

## Filmografie

### Films
| Jaar | Titel                                      | Rol                     | Opmerkingen |
| ---- | ------------------------------------------ | ----------------------- | ----------- |
| 1993 | Piccolo Grande Amore                       | Onbekend                |             |
| 1994 | The Madness of King George                 | Duke of York            |             |
| 1997 | The Saint                                  | Student                 |             |
| 1997 | Tomorrow Never Dies                        | Yeoman / HMS Devonshire |             |
| 1998 | Les Misérables                             | Bamatabois              |             |
| 1998 | The Tribe                                  | Boswachter              |             |
| 1999 | Notting Hill                               | Time Out journalist     |             |
| 1999 | The Trench                                 | Lt. Ellis Harte         |             |
| 2001 | Lara Croft: Tomb Raider                    | Mr. Pimms               |             |
| 2002 | Miranda                                    | Rod                     |             |
| 2003 | To Kill a King                             | James                   |             |
| 2005 | The River King                             | Eric Herman             |             |
| 2006 | Rabbit Fever                               | Rupert                  |             |
| 2007 | Stardust                                   | Quartus                 |             |
| 2010 | Meant to Be                                | Will                    |             |
| 2011 | Your Highness                              | Warlock                 |             |
| 2012 | Gambit                                     | Xander                  |             |
| 2013 | Rush                                       | Bubbles Horsley         |             |
| 2014 | Castles in the Sky                         | Albert Rowe             |             |
| 2014 | Lucy                                       | The Limey               |             |
| 2015 | Aaaaaaaah!                                 | Ryan                    |             |
| 2015 | Burn Burn Burn                             | Adam                    |             |
| 2016 | Bridget Jones's Baby                       | Fergus                  |             |
| 2016 | Chubby Funny                               | Director                |             |
| 2017 | The Rizen                                  | Wetenschapper           |             |
| 2017 | Slovenia, Australia and Tomorrow the World | Roger Brown             |             |

### Televisie
| Jaar      | Titel                           | Rol                     | Opmerkingen |
| --------- | ------------------------------- | ----------------------- | ----------- |
| 1994      | A Breed of Heroes               | Lt. Tim Bryant          |             |
| 1995      | The Vacillations of Poppy Carew | Sean                    |             |
| 1997      | Richard II                      | Duke of Aumerle         |             |
| 1997–1998 | Reckless                        | Danny Glassman          |             |
| 1997      | Dangerfield                     | Adam                    |             |
| 1998      | Heat of the Sun                 | James Valentine         |             |
| 1998      | An Unsuitable Job for a Woman   | Philip Hampson          |             |
| 1999      | Let Them Eat Cake               | Advisseur               |             |
| 1999      | Hippies                         | Alex Picton-Dinch       |             |
| 2000      | The Wilsons                     | Colin                   |             |
| 2000      | Hero of the Hour                | Danny                   |             |
| 2000      | Smack the Pony                  | Onbekend                |             |
| 2001      | Sword of Honour                 | Ian Kilbannock          |             |
| 2001      | Bei aller Liebe                 | Peter Cobold            |             |
| 2001      | Clocking Off                    | Peter Cochrane          |             |
| 2001      | Absolutely Fabulous             | Taylor                  |             |
| 2004      | Black Books                     | Jason Hamilton          |             |
| 2003–2004 | Keen Eddie                      | Inspecteur Monty Pippin |             |
| 2005      | The Rotter’s Club               | Nigel Plumb             |             |
| 2005      | E=mc²                           | Antoine Lavoisier       |             |
| 2004–2007 | Green Wing                      | Dokter 'Mac' Macartney  |             |
| 2007      | Ordeal by Innocence             | Dokter Arthur Calgary   |             |
| 2007      | The Shadow in the North         | Alistair MacKinnon      |             |
| 2007      | Oliver Twist                    | Edward "Monks" Brownlow |             |
| 2008      | Uncle Max                       | Conducteur              |             |
| 2008      | Merlin                          | Edwin Muirden           |             |
| 2008      | Crooked House                   | Noakes                  |             |
| 2010      | Hallowe'en Party                | Michael Garfield        |             |
| 2010      | Any Human Heart                 | John Vivian             |             |
| 2011–2012 | The Hour                        | Angus McCain            |             |
| 2012–2014 | A Touch of Cloth                | A.C.C. Tom Boss         |             |
| 2013      | The Lady Vanishes               | Mr. Todhunter           |             |
| 2013      | Wipers Times                    | Pearson                 |             |
| 2013–2014 | Blandings                       | Galahad Threepwood      |             |
| 2014      | Castles in the Sky              | Albert Percival Rowe    |             |
| 2014      | Inside No. 9                    | Mark                    |             |
| 2015      | Banished                        | Tommy Barrett           |             |
| 2015      | The Devil You Know              | Minister Samuel Parris  |             |
| 2015      | The Bastard Executioner         | Lord Pembroke           |             |
| 2017      | SS-GB                           | Bernard Staines         |             |
| 2018      | Silent Witness                  | David Cannon            |             |
| 2018      | Britannia                       | Prins Phelan            |             |
| 2018      | Harlots                         | Marquess of Blayne      |             |

- Biblioteca Nacional de España: XX5263190
- CiNii: DA15568463
- Gemeinsame Normdatei: 131266039
- International Standard Name Identifier: 0000 0001 1480 6679
- Library of Congress Control Number: no00079338
- MusicBrainz: 416bccc7-4905-457f-9be6-c4fb03d24f65
- Nationale bibliotheek van Australië: 53345146
- Nederlandse Thesaurus van Auteursnamen: 313070717
- Système universitaire de documentation: 194296466
- Trove: 1535140
- Virtual International Authority File: 119315695
- WorldCat: E39PBJhGTvgCgFwC8Dy3kyBpT3